# クレスキャット・ブールバード
クレスキャット・ブールバード（英語: Crescat Boulevard）はスリランカの西部州コロンボにあるショッピングモール。
シナモン・グランド・コロンボに隣接して建ち並ぶショッピングモールで、海外ブランドの店や食品スーパーなどの店舗がそろっている。